# Emma Nicholson
Pour les articles homonymes, voir Nicholson.
Emma Harriet Nicholson, née le 16 octobre 1941 à Oxford, est une femme politique britannique.

## Biographie
Membre du Parti conservateur jusqu'en 1995, puis des Libéraux-démocrates avant de revenir au Parti conservateur en 2006, elle siège au Parlement du Royaume-Uni de 1987 à 1997, est Lord Temporal de la Chambre des lords depuis le 3 novembre 1997 et députée européenne de la circonscription d'Angleterre du Sud-Est de 1999 à 2009.